# Nefele

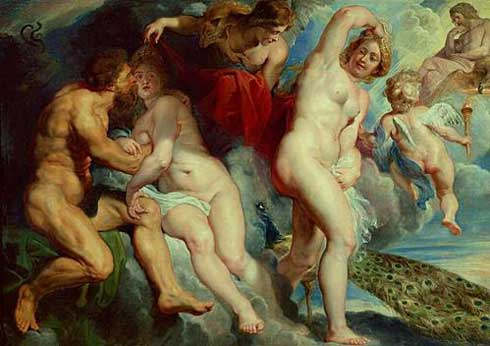
Nefele

Na mitologia grega, Nefele era esposa de Atamante e a mãe de Frixo e Hele. No entanto, ela foi repudiada por causa de Ino, filha de Cadmo, rei de Tebas e da deusa Harmonia.
Ino forjou um oráculo, para que Atamante matasse os filhos, pois Ino queria herdeiros apenas do seu sangue. Então Nefele, adoradora de Apolo, pediu ajuda ao seu deus, que inclusive não gostou do falso oráculo. Então ele mandou o carneiro com o velo de ouro para salvar as crianças. O problema é que Hele caiu no Helesponto. Frixo chegou a Cólquida onde foi muito bem recebido pelo rei Eetes.